# کوه تیلتد
کوه تیلتد (به انگلیسی: Tilted Mountain) یک کوه در کانادا است که در آلبرتا واقع شده‌است. کوه تیلتد ۲٬۵۹۱ متر بالاتر از سطح دریا واقع شده‌است.